# Rubus ellipticus
O Rubus elipticus, comumente conhecido como ainselu, framboesa perene dourada, framboesa dourada do Himalaia ou framboesa amarela do Himalaia,  é uma espécie asiática de arbusto frutífero espinhoso na família das rosas. É nativo da China, Nepal, Índia, Paquistão, Indochina e Filipinas.

## Descrição
A framboesa dourada do Himalaia é um grande arbusto com caules robustos que pode crescer até 4.5 m (15 ft) de comprimento. Suas folhas são trifoliadas, elípticas ou obovadas e dentadas com cerdas longas. Suas folhas podem crescer até 5 a 10 centímetros de comprimento. Suas flores são curtas, brancas, têm cinco pétalas e crescem em cachos, e florescem no Himalaia entre os meses de fevereiro e abril. Seus frutos são doces, destacáveis e muito procurados por pássaros e elefantes.
Rubus ellipticus é doce ao paladar, embora não seja comumente colhido para uso doméstico. A fruta perece rapidamente depois de ser arrancada do arbusto espinhoso.
A casca desta planta é usada por medicinalmente nas aldeias tibetanas, principalmente como tônico renal e antidiurético. Seus sucos também podem ser usados para tratar tosses, febres, cólicas e dores de garganta. A planta também pode ser usada para fazer um corante roxo-azulado.

## Etimologia
A fruta tem vários nomes nas línguas do sul da Ásia. É chamado ainselu (em nepali:  ऐँसेलु  ) em nepalês, hisalu (Kumaoni : हिसालु) em Kumaoni, hisol (Garhwali : हिसोल) em Garhwali, nyinch (Nyishi : निंच) em Nyishi e sohshiah (Khasi : सोहशियाह) na língua Khasi.

## Ecologia
A origem da framboesa dourada do Himalaia está na região temperada do Himalaia e é nativa da Índia, Paquistão, Nepal e China. É encontrado como uma erva daninha em pastagens abertas e raramente em florestas dos estados do Himalaia da Índia, por exemplo Himachal e Uttarakhand em seus alcances mais altos em uma atitude de 1500 a 2100 metros. É frequentemente encontrado em florestas de pinheiros da região.
A framboesa dourada do Himalaia pode ser encontrada em florestas mésicas ou úmidas, e se adaptou para poder viver em total sombra e em plena exposição ao sol. Tal como acontece com outras espécies de Rubus, suas sementes são prontamente distribuídas por pássaros. Ele também pode se propagar, ou se reproduzir assexuadamente, através de estaquia. Pode crescer em campos abertos ou em copas de florestas úmidas.
A framboesa do Himalaia também pode sustentar grandes populações de Drosophila, ou moscas-das-frutas, de seu fruto podre, e seus frutos também são consumidos por elefantes.

## Espécie invasora

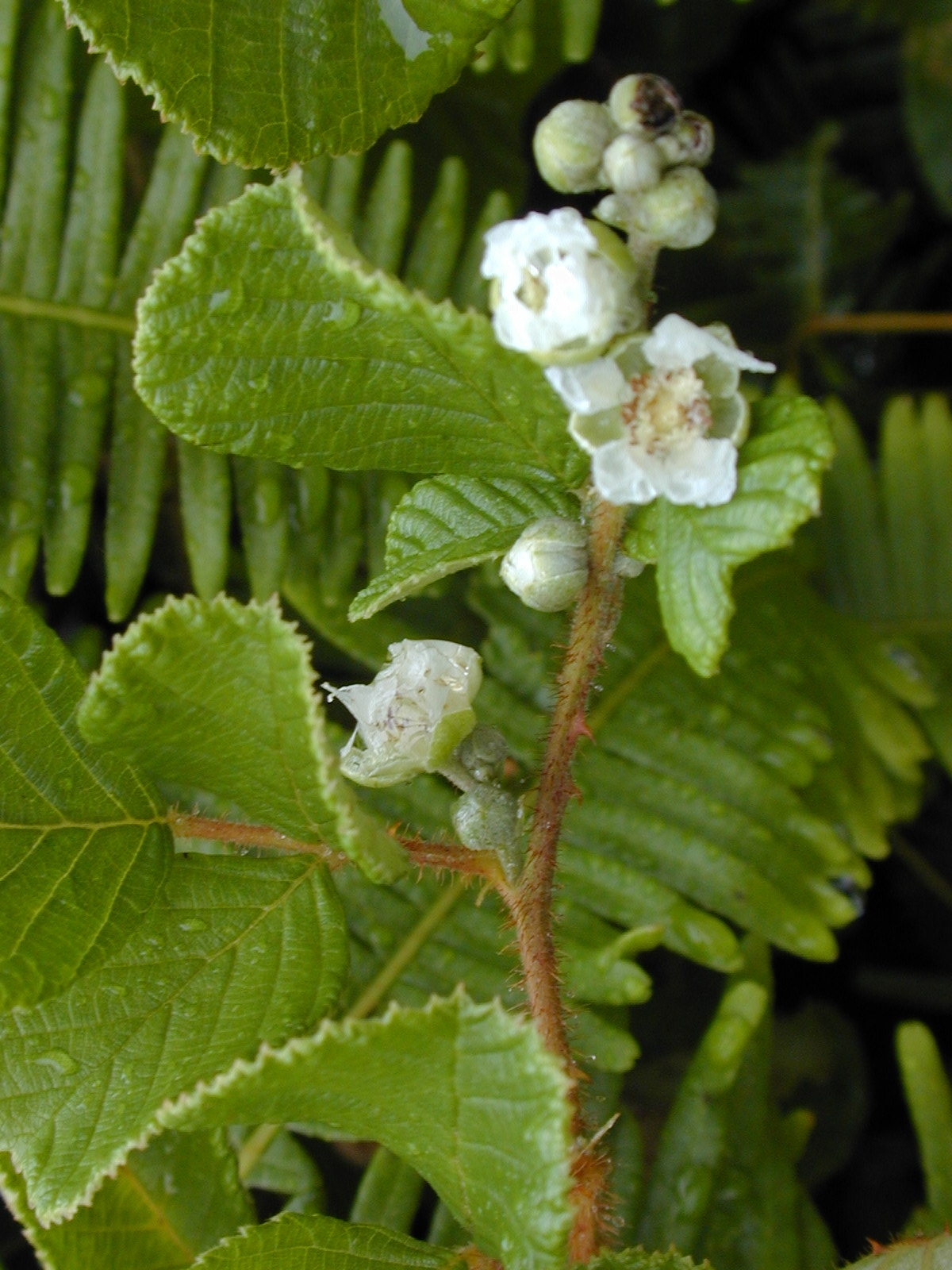
Rubus ellipticus (flores e folhas

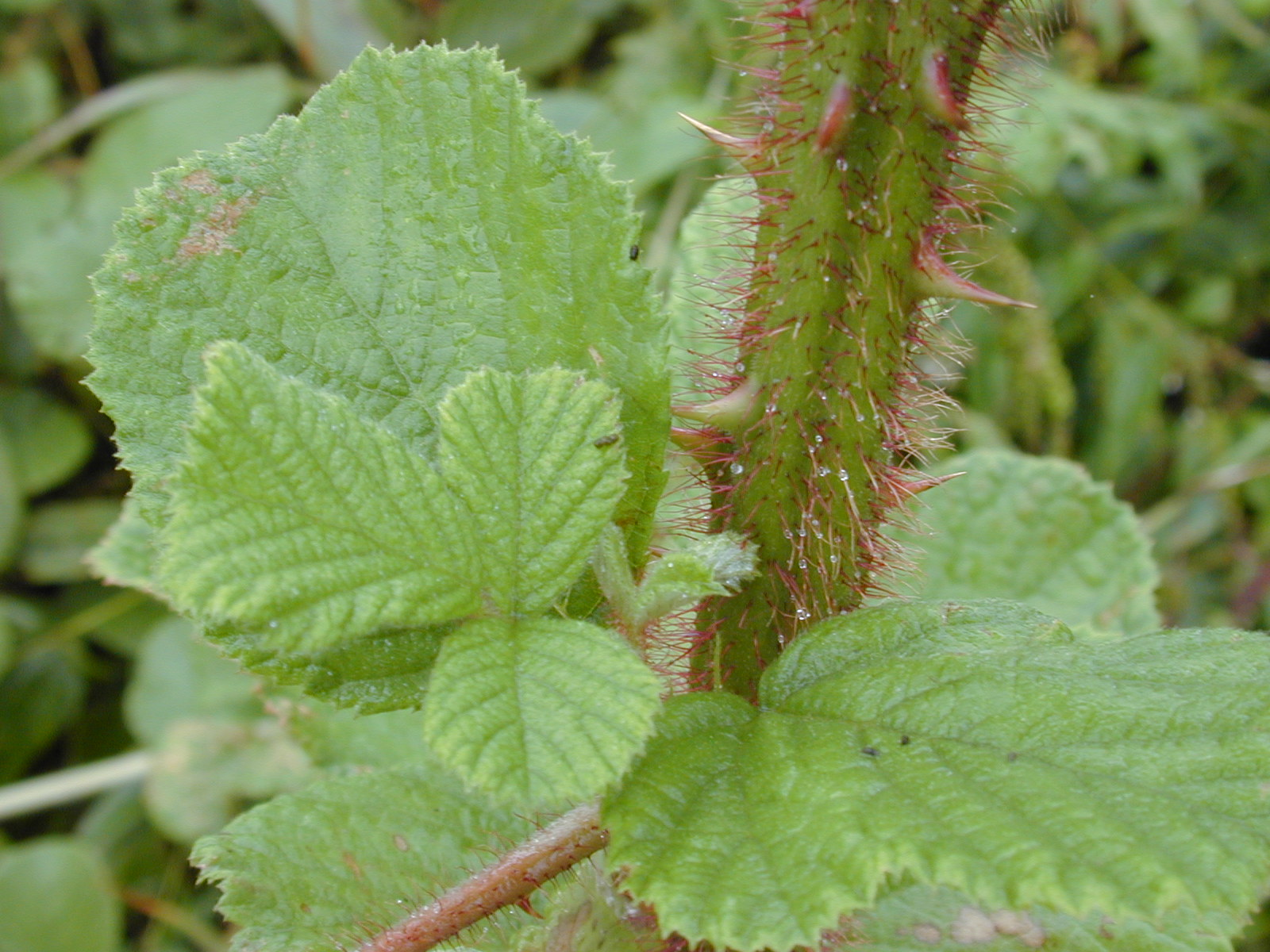
Caule espinhoso de R. ellipticus

Rubus elipticus está listado no banco de dados do IUCN Invasive Species Specialist Group como uma espécie invasora, uma das 100 piores espécies invasoras do mundo. Foi introduzido pela primeira vez em 1961 no Havaí como uma fruta comestível e como planta ornamental.
A framboesa amarela do Himalaia representa uma ameaça para as comunidades nativas porque forma moitas espessas e impenetráveis e compete com a framboesa  do Havaí. Fazendas abandonadas e terras perturbadas por populações de porcos selvagens também são suscetíveis à invasão. Sua capacidade de crescer alto devido às suas hastes robustas também é uma ameaça por causa de sua capacidade de se estabelecer dentro da copa das árvores. A framboesa amarela do Himalaia também é uma ameaça à flora nativa porque pode competir com outras plantas. Mais especificamente, tem taxas fotossintéticas mais altas, tem taxas de fixação de nitrogênio mais altas e, portanto, uma maior eficiência de uso de nitrogênio fotossintético (ou PNUE).
A framboesa amarela do Himalaia é atualmente invasiva apenas no Havaí. É considerada uma erva daninha nociva pelo Serviço Nacional de Parques e pelo Departamento de Agricultura do Havaí.

## Estratégias de controle
Devido ao seu alcance limitado, a framboesa dourada do Himalaia foi contida no Havaí. Quaisquer novas populações devem ser eliminadas o mais rápido possível. As práticas de controle no Parque Nacional dos Vulcões do Havaí mostraram que a simples identificação e remoção do arbusto pode ajudar a reduzir drasticamente seu impacto invasivo.
Para eliminar completamente um arbusto de framboesa amarela do Himalaia, seus sistemas de raízes devem ser arrancados. O arbusto lança raízes profundas no subsolo após um incêndio ou corte. O fogo pode ser aplicado às raízes se o arbusto tiver sido removido por meios físicos. Herbicida, como Roundup, um pesticida comum, também pode ser usado para conter o arbusto.

## Outros usos
Os agricultores do Nepal tiveram sucesso limitado na colheita e fermentação da fruta aiselu para produzir um vinho de frutas. Em Sikkim, suas raízes são usadas para tratar dores de estômago e dores de cabeça, e seus frutos são usados para tratar a indigestão.
Os frutos da framboesa dourada do Himalaia foram registrados como rica fonte de fenólicos, beta-carotenos, ácido ascórbico (vitamina C), muitos outros metabólitos importantes e antioxidantes.